# Lyft
Lyft est une entreprise technologique américaine qui développe et exploite des applications mobiles de mise en contact de clients et de conducteurs associés à son service de voitures de transport avec chauffeur (VTC). Son siège social est situé à San Francisco, aux États-Unis. Sur le marché américain, la société Lyft est le principal concurrent d'Uber, autre fournisseur de service VTC.

## Histoire
L'entreprise Lyft est fondée en 2012, à San Francisco, aux États-Unis,. En janvier 2016, elle lève des fonds pour un montant d'un milliard de dollars, dont la moitié est issue d'un investissement de General Motors, pour financer notamment des recherches, en vue de développer un véhicule autonome. L'année suivante, le fonds d'investissement américain KKR contribue à l'augmentation du capital financier de Lyft. Les 600 millions de dollars supplémentaires récoltés doivent permettre à la start-up californienne d'être plus compétitive face à son concurrent américain Uber.
Le 31 juillet 2017, Disney World, en partenariat avec Lyft, met en place un système de transport à la demande nommé Minnie Van,. Fin 2017, la société Lyft, qui profite localement des revers d'Uber, grâce notamment à une campagne publicitaire lui permettant de se démarquer de son principal rival, déploie son service de VTC dans environ trois cents villes des États-Unis et s'implante au Canada,.
Le 29 mars 2019, Lyft, deuxième sur le marché américain des VTC, dominé par Uber, est introduite en bourse sur le NASDAQ, malgré 688 millions de dollars de pertes en 2017, puis 911 millions en 2018, pour un chiffre d'affaires qui a doublé la même année (2,2 milliards) et une part de marché de 39 % (30,7 millions de passagers pour 1,9 million de chauffeurs) — depuis sa création en 2012, la jeune pousse n'a jamais atteint la rentabilité. Les cinq milliards de dollars accumulés par levées de fonds successives ont fondu de près de 90 %. Signe d'une entrée en bourse réussie, l'action Lyft a bondi de près de 9 % pour sa première séance de cotation.
En avril 2021, Lyft annonce vendre sa filiale spécialisée dans la voiture autonome à Toyota pour 550 millions de dollars.
En avril 2023, Lyft annonce la suppression de 30 % des postes, soient près de 1 200 de ses 4 000 salariés, alors qu'en novembre 2022 l'entreprise avait déjà procédé à un plan de licenciements portant sur 13% de ses employés.
En avril 2025 Lyft annonce l'acquisition pour 200 millions de dollars (175 millions d'euros) de Free Now (en), une entreprise similaire mais présente sur le marché européen et filiale de BMW et de Mercedes-Benz Group.

## Principaux actionnaires
Au 7 décembre 2019, l'actionnariat de Lyft est majoritairement composé de dix investisseurs privés.
|                               | Parts (%) |
| ----------------------------- | --------- |
| Rakuten, Inc.                 | 11,2      |
| AH Capital Management         | 7,53      |
| General Motors                | 6,66      |
| The Vanguard Group            | 5,97      |
| Fidelity Investments          | 5,84      |
| CapitalG                      | 4,49      |
| Citadel Advisors              | 2,92      |
| Falcon Edge Capital           | 2,76      |
| Alibaba Group                 | 2,58      |
| Kohlberg Kravis Roberts & Co. | 1,75      |
| Total                         | 51,7      |

## Plaintes pour agressions sexuelles
Face à une accumulation de plaintes d'utilisatrices victimes d'agressions au cours de leur trajet en VTC, la société Lyft a pris, fin 2019, des mesures de sécurité. Elle a renforcé ses contrôles, notamment pour prévenir des usurpations d'identité, mis en place un dispositif d'alerte accessible pendant tout trajet et contraint ses chauffeurs à suivre une formation à la sécurité, assurée par un organisme sans but lucratif national, promouvant la lutte contre les violences sexuelles,. Durant l'automne 2019, à San Francisco, une trentaine de femmes ont porté plainte contre Lyft pour avoir subi une agression sexuelle ou un viol, à bord d'un véhicule conduit par un chauffeur en service pour le compte de la start-up,,. Selon une étude menée par des journalistes de la chaîne de télévision d'information en continu CNN — un examen de documents émanant d'institutions judiciaires de vingt grandes villes américaines —, dix-huit plaintes pour agression sexuelle ont été enregistrées contre des conducteurs travaillant pour Lyft, de 2014 à 2017, dont quatre ont abouti à une condamnation,.